# Lisa Limone and Maroc Orange, a Rapid Love Story
Pour plus de détails, voir Fiche technique et Distribution.
Lisa Limone and Maroc Orange, a Rapid Love Story (en version originale Lisa Limone ja Maroc Orange. toramkas armulugu) est un long métrage d'animation estonien et finlandais réalisé par Mait Laas, sorti en 2013.

## Fiche technique
- Titre : Lisa Limone and Maroc Orange, a Rapid Love Story
- Titre original : Lisa Limone ja Maroc Orange. tormakas armulugu
- Réalisation : Mait Laas
- Scénario : Kati Kovács et Peep Pedmanson
- Musique : Ülo Krigul
- Montage : Mait Laas
- Directeur artistique : Ivika Luisk et Mait Laas
- Producteur : Arvo Nuut
- Production : Nukufilm Oü
- Pays :  Estonie et  Finlande
- Durée : 72 minutes
- Date de sortie :
  -  Estonie : 8 mars 2013
  -  France : 
    - 9 juin 2014 (Festival international du film d'animation d'Annecy 2014)

## Distribution
- Andero Ermel : un garde
- Risto Joost : Seashell
- Kati Kovács : une garde
- Ülo Krigul : l'homme tomate
- Mihkel Mäekalle : Orly
- Omar Nõmm : Maroc Orange
- Jaan-Eik Tulve : un homme tomate
- Iris Vesik : Lisa Limone
- Peeter Volkonski : le père de Lisa
- Hardi Volmer : un garde